# Canadese kampioenschappen mountainbike

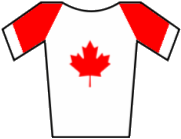
Canadese kampioenstrui

De Canadese kampioenschappen mountainbike worden gehouden sinds 2000. In onderstaand overzicht zijn alleen de kampioenen bij de senioren (elite) meegenomen.

## Mannen

### Cross Country
| Jaar | Goud           | Zilver           | Brons            |
| ---- | -------------- | ---------------- | ---------------- |
| 2004 | Ricky Federau  | Peter Wedge      | Andrew Kyle      |
| 2005 | Geoff Kabush   | Roland Green     | Ricky Federau    |
| 2006 | Geoff Kabush   | Ricky Federau    | Neal Kindree     |
| 2007 | Geoff Kabush   | Max Plaxton      | Derek Zandstra   |
| 2008 | Geoff Kabush   | Derek Zandstra   | Mathieu Toulouse |
| 2009 | Geoff Kabush   | Max Plaxton      | Derek Zandstra   |
| 2010 | Geoff Kabush   | Max Plaxton      | Derek Zandstra   |
| 2011 | Max Plaxton    | Geoff Kabush     | Derek Zandstra   |
| 2012 | Max Plaxton    | Geoff Kabush     | Derek Zandstra   |
| 2013 | Derek Zandstra | Geoff Kabush     | Max Plaxton      |
| 2014 | Geoff Kabush   | Derek Zandstra   | Raphael Gagne    |
| 2015 | Raphael Gagne  | Leandre Bouchard | Evan McNeely     |
| 2016 | Derek Zandstra | Leandre Bouchard | Geoff Kabush     |

## Vrouwen

### Cross Country
| Jaar | Goud                 | Zilver               | Brons                |
| ---- | -------------------- | -------------------- | -------------------- |
| 1994 | Alison Sydor         |                      |                      |
| 1995 | Alison Sydor         |                      |                      |
| 1996 | Alison Sydor         |                      |                      |
| 1997 | Alison Sydor         | Leslie Tomlinson     | Christina Redden     |
| 1998 | Alison Sydor         | Christina Redden     | Amber Wilson-Chorney |
| 1999 | Christina Redden     | Leslie Tomlinson     | Melanie Dorion       |
| 2000 | Christina Redden     | Amber Wilson-Chorney | Patricia Sinclair    |
| 2001 | Alison Sydor         | Kiara Bisaro         | Christina Redden     |
| 2002 | Alison Sydor         | Marie-Hélène Prémont | Kiara Bisaro         |
| 2003 | Marie-Hélène Prémont | Christina Redden     | Alison Sydor         |
| 2004 | Marie-Hélène Prémont | Christina Redden     | Karen Dewolfe        |
| 2005 | Marie-Hélène Prémont | Alison Sydor         | Kiara Bisaro         |
| 2006 | Marie-Hélène Prémont | Alison Sydor         | Kiara Bisaro         |
| 2007 | Marie-Hélène Prémont | Catharine Pendrel    | Kiara Bisaro         |
| 2008 | Marie-Hélène Prémont | Catharine Pendrel    | Wendy Simms          |
| 2009 | Catharine Pendrel    | Marie-Hélène Prémont | Amanda Sin           |
| 2010 | Catharine Pendrel    | Amanda Sin           | Mical Dyck           |
| 2011 | Catharine Pendrel    | Marie-Hélène Prémont | Emily Batty          |
| 2012 | Catharine Pendrel    | Marie-Hélène Prémont | Emily Batty          |
| 2013 | Emily Batty          | Sandra Walter        | Amanda Sin           |
| 2014 | Catharine Pendrel    | Emily Batty          | Sandra Walter        |
| 2015 | Catharine Pendrel    | Emily Batty          | Sandra Walter        |
| 2016 | Emily Batty          | Sandra Walter        | Cindy Montambault    |